# USS Hughes (1939)
De USS Hughes (DD-410) was een Amerikaanse torpedobootjager van de Sims-klasse en werd gebouwd op de Bath Iron Works scheepswerf, te Bath, Maine, samen met de USS Sims (DD-409), en in dienst gesteld in september 1939. Ze werd genoemd naar commandant Edward Merritt Hughes, die tijdens de Spaans-Amerikaanse Oorlog actief was.
Ze werd voordien ingezet in de Atlantische Oceaan, tot het uitbreken van de Tweede Wereldoorlog. Daarna opereerde ze in oefenoperaties, neutrale patrouilles en gedurende het laatste deel van 1941, "short of war" konvooi-escorte en -dienst in de noordelijke Atlantische wateren.

## Tweede Wereldoorlog
Weldra na de Japanse aanval op Pearl Harbor op 7 december 1941, werd de USS Hughes overgeplaatst naar de Stille Oceaan, waar ze aankwam in de tweede helft van december 1941. Voor haar eerste actieve deelname in oorlog in het gebied van de Grote Oceaan, diende de USS Hughes als escorteschip voor het vliegdekschip USS Yorktown (CV-5). Ze was echter afwezig tijdens de Slag in de Koraalzee begin mei. Ze vergezelde wel de carrier USS Yorktown in de Slag bij Midway een maand later, en stond de zwaar beschadigde USS Yorktown bij, nadat ze was getroffen en nadien werd verlaten. Haar bemanningsleden waren op de carrier, toen ze meenden dat het vliegdekschip misschien nog gered kon worden. Mede dankzij de bemanningen van de USS Hughes, kwamen de herstellingsploegen terug op de gehavende USS Yorktown, om haar zo goed mogelijk te herstellen, en om haar naar Hawaï terug te brengen. Dat was althans de bedoeling.
Ze was ook aanwezig bij de fatale torpedotreffers, op de al beschadigde carrier en de begeleidende torpedojager USS Hammann (DD-412), die meteen ten onder ging.
De USS Hughes belaagde daarna, mede de aanvallende Japanse onderzeeër I-168 en was weer ter plaatse toen de USS Yorktown, op 7 juni 1942, voorgoed ten onder ging.

### Verdere operaties
Tijdens de Guadalcanal-campagne, die begin augustus plaatsvond, werkte ze samen met de vliegdekschepen USS Enterprise (CV-6) en USS Hornet (CV-8), en nam ze deel in de Zeeslag bij de Santa Cruz-eilanden in de tweede helft van oktober en de zeeslag bij Guadalcanal, midden november 1942. De USS Hughes verliet de Zuid-Pacific, eerder in 1943 en werd naar de Aleoeten gezonden. Ze nam deel aan twee bombardementen bij Kiska-eiland, in de loop van juli, en vertrok daarna naar de noordelijke gebieden in de tweede helft van augustus 1943.
Haar volgende opdracht was bij de Gilberts-Invasie, waar ze menige overlevenden redde van het escorte-vliegdekschip USS Liscombe Bay, dat tot zinken werd gebracht, nabij de Makin-atol op 24 november 1943. Van januari tot april 1944, was de USS Hughes nog voortdurend in actieve dienst, samen met de escorte-vliegdekschepens, gedurende de amfibie-landingen op de Marshalleilanden en Hollandia, Nieuw-Guinea. Vervolgens nam ze deel in operaties bij Nieuw-Guinea, midden september. Ze ondersteunde verscheidene en meerdere amfibische operaties en escorteerde konvooien. In oktober 1944 nam de USS Hughes deel in de invasie van Leyte en vervolgens in missies, ter ondersteuning van de Leyte-campagne, de Slag in de Golf van Leyte.

### Kamikazeaanval
Terwijl ze deelnam aan de landingen in de Ormocbaai in december 1944, werd ze ernstig beschadigd door Japanse kamikaze-zelfmoordvliegtuigen en dwong haar daarna tot terugtrekking naar de Westkust van de Verenigde Staten voor dringende herstellingen.
Dit werk kwam gereed in juni 1945 en de USS Hughes werd naar de Aleoeten gezonden, waar ze verder vocht tot het einde van de Pacific-oorlog in augustus 1945. De USS Hughes werd nog ingezet in patrouillediensten nabij de noordelijke Japanse wateren, midden oktober 1945.

### Atoomproeven
Haar laatste actieve dienst was haar deelname bij de doelgroep tijdens de atoomproeven bij de Bikini-atol in juli 1946. De USS Hughes werd een maand later uit dienst genomen. De USS Hughes werd tot zinken gebracht als doelschip op 18 oktober 1948. Ze was de laatste van de Sims-klasse torpedobootjagers.

## Onderscheidingen en toekenningen
1. American Defence Service Medal ("Fleet clasp. "A" device)
2. Asiatic-Pacific Campaign Medal (14 stars)
3. World War II Victory Medal
4. Navy Occupation Service Medal ("Japan" clasp.)